# FK Vitebsk
FK Vitebsk (Wit-Russisch: ФК Віцебск, Russisch: ФК Витебск) is een Wit-Russische voetbalclub uit Vitebsk. De club gebruikt de Russische naam Vitebsk in zijn logo en niet het Wit-Russische Vitsebsk. 

## Geschiedenis
De club werd in 1960 opgericht als KIM Vitebsk. KIM werd na de onafhankelijkheid van Wit-Rusland in 1992 zesde in de competitie. Ook Lokomotiv was van de partij maar moest zich tevreden stellen met een voorlaatste plaats. Het volgende seizoen werd KIM vicekampioen en in 1994 werd een derde plaats binnengehaald. In 1995 werd de club die nu Dvina heette opnieuw vicekampioen. Lokomotiv dat elk jaar in de middenmoot eindigde degradeerde dit seizoen.
In 1996 fusioneerden Dvina en Lokomotiv en werd de naam Lokomotiv 96 (in het Wit-Russisch Lakamatyu-96) aangenomen. De fusieclub deed het niet beter dan de aparte clubs en eindigde in de subtop. Na een bekeroverwinning in 1998 mocht de club Europees spelen. In de competitie ging het langzaam achteruit en moest de club tegen de degradatie vechten, een strijd die het in 2002 verloor. Er volgde een jojo-effect, de club promoveerde, degradeerde en promoveerde terug. In 2006 werd de zesde plaats behaald en voor de start van seizoen 2007 werd de naam ik FK Vitebsk veranderd. In 2011 degradeerde de club naar de Persjaja Liha. In 2015 keerde het weer terug in de hoogste divisie, de Vysjejsjaja Liga.

## Erelijst
- Beker van Wit-Rusland
  - Winnaar: 1998

## Vitebsk in Europa
#Q = #kwalificatieronde, #R = #ronde, T/U = Thuis/Uit, W = Wedstrijd, PUC = punten UEFA coëfficiënten .
Uitslagen vanuit gezichtspunt FK Vitebsk
| Seizoen | Competitie    | Ronde | Land               | Club             | Totaalscore | 1e W    | 2e W    | PUC |
| ------- | ------------- | ----- | ------------------ | ---------------- | ----------- | ------- | ------- | --- |
| 1998/99 | Europacup II  | Q     | Vlag van Bulgarije | Levski Sofia     | 2-9         | 1-8 (U) | 1-1 (T) | 0.5 |
| 1999    | Intertoto Cup | 1R    | Vlag van Kroatië   | Varteks Varaždin | 3-4         | 1-2 (T) | 2-2 (U) | 0.0 |
| 2019/20 | Europa League | 1Q    | Vlag van Finland   | KuPS Kuopio      | 1-3         | 0-2 (U) | 1-1 (T) | 0.5 |

Totaal aantal punten voor UEFA coëfficiënten: 1.0